# Кирлинтелн
Кирлинтелн (њем. Kirchlinteln) општина је у њемачкој савезној држави Доња Саксонија. Једно је од 11 општинских средишта округа Ферден. Према процјени из 2010. у општини је живјело 10.389 становника. Посједује регионалну шифру (AGS) 3361005, NUTS (DE93B) и LOCODE (DE KLN) код.

## Географски и демографски подаци
Кирлинтелн се налази у савезној држави Доња Саксонија у округу Ферден. Општина се налази на надморској висини од 45 метара. Површина општине износи 174,1 km². У самом мјесту је, према процјени из 2010. године, живјело 10.389 становника. Просјечна густина становништва износи 60 становника/km².